# Pontfaverger-Moronvilliers
Pontfaverger-Moronvilliers là một xã thuộc tỉnh Marne trong vùng Grand Est đông nam nước Pháp. Xã này nằm ở khu vực có độ cao trung bình 100 mét trên mực nước biển.
Sông Suippe chảy qua thị trấn.